# Elecciones generales de Singapur de 1951
Unas elecciones al Consejo Legislativo se realizaron en la colonia británica de Singapur el 10 de abril de 1951, para escoger a nueve de los veinticinco escaños del Consejo Legislativo. Solo los británicos tenían derecho a voto. Se aumentó el número de escaños electos de seis a nueve. Se programó un período de campaña de 32 días de duración, con fecha de nominación hasta el 8 de marzo de 1951. El resultado fue una victoria para el Partido Progresista, que ganó seis de los nueve escaños. La elección fue boicoteada por varios grupos políticos, lo que provocó una baja participación de solo el 52%.

## Resultados
| Partido                                                                          | Partido                            | Votos  | %    | Escaños | +/–   |
| -------------------------------------------------------------------------------- | ---------------------------------- | ------ | ---- | ------- | ----- |
|                                                                                  | Partido Progresista                | 11.202 | 45.4 | 6       | +3    |
|                                                                                  | Partido Laborista                  | 7.335  | 29.7 | 2       | Nuevo |
|                                                                                  | Independientes                     | 6.156  | 24.9 | 1       | –2    |
| Votos en blanco/anulados                                                         | Votos en blanco/anulados           | 372    | –    | –       | –     |
| Total                                                                            | Total                              | 25.065 | 100  | 9       | +3    |
| Votantes registrados/participación                                               | Votantes registrados/participación | 48.155 | 52.1 | –       | –     |
| Fuente: Singapore Elections Archivado el 27 de julio de 2020 en Wayback Machine. |                                    |        |      |         |       |